# Zjednoczeni Pracownicy Rolni
Zjednoczeni Pracownicy Rolni (ang. United Farm Workers, UFW) – związek zawodowy pracowników rolnych działający w Stanach Zjednoczonych od 1966.

## Historia
Związek powstał z połączenia dwóch organizacji praw pracowniczych, National Farm Workers Association (NFWA) kierowanego przez Césara Cháveza i Dolores Huertę oraz Agricultural Workers Organizing Committee (AWOC) kierowanego przez Larry'ego Itlionga. Połączyły się i przekształciły w związek zawodowy w wyniku serii strajków w 1965, kiedy filipińsko-amerykańscy i meksykańsko-amerykańscy pracownicy rolni z AWOC w Delano w Kalifornii zainicjowali strajk winogronowy, a NFWA zastrajkowało na znak poparcia. W wyniku wspólnoty celów i metod NFWA i AWOC utworzyły 22 sierpnia 1966 United Farm Workers.
UFW zostało przyjęte w 1972 do centrali związkowej Amerykańskiej Federacji Pracy-Kongres Przemysłowych Związków Zawodowych (AFL–CIO). 2 lipca 2005 UFW ogłosiło przystąpienie do Change to Win Federation (obecnie Strategic Organizing Center), koalicji związków zawodowych funkcjonującej jako alternatywa dla AFL–CIO. 13 stycznia 2006 UFW oficjalnie wystąpił z AFL–CIO.
W 2021 UFW liczył 5 512 członków.